# 오우산맥
오우산맥(일본어: 奥羽山脈) 일본 혼슈섬의 도호쿠 지방에 있는 산맥이다. 일본에서 가장 긴 산맥으로 아오모리현의 나쓰도마리반도 남쪽부터 간토 지방 북쪽 경계의 나스다케까지 500 km에 걸쳐 남북으로 뻗어있다. 길이에 비해 폭은 35 km 밖에 되지 않는다. 산맥의 최고점은 이와테산(2,038 m)이다.

## 이름
오우산맥은 예전에 무쓰국(陸奥国)과 데와국(出羽国)의 경계를 형성하였다. 산맥의 이름은 이 두 국 이름에서 각각 '奥'와 '羽'자를 취해서 만들어진 것이다.

## 특징
태평양 쪽 비탈면과 동해 쪽 비탈면을 크게 양분하는 등뼈와 같은 산맥이다. 아오모리현[靑森縣] 나쓰도마리[夏泊]반도에서 후쿠시마현[福島縣] 남쪽 경계까지 뻗어 있다. 남북의 길이에 비해 너비가 좁기 때문에 산맥의 가장자리는 단층으로 급경사를 이루며, 주변 도시에서 분기하는 관광로와 등산로가 비교적 짧다. 대표적인 화산은 핫코다산(八甲田山, 1,585 m) ·이와테산(岩手山, 2,041 m) ·자오산(臧王山, 1,841 m) ·반다이산(盤梯山, 1,819 m) 등이다. 여러 개의 국립공원 ·국정공원 및 온천이 산재한다.

## 주요 산
- 핫코다산
- 이와테산
- 자오산
- 아즈마산
- 아다타라산